# Costituzione greca del 1827
La Costituzione greca del 1827 fu firmata e ratificata nel giugno 1827 dalla Terza Assemblea Nazionale a Trezene durante le ultime fasi della Guerra d'indipendenza greca e rappresentò il primo grande passo verso la realizzazione di un sistema centralizzato di governo che riunisse alcuni degli elementi più disparati della lotta di liberazione. La Terza Assemblea Nazionale si riunì inizialmente a Piada (oggi Nea Epidavros) nel 1826 e successivamente a Trezene nel 1827. Dopo aver eletto all'unanimità Giovanni Capodistria come governatore della Grecia per un mandato di sette anni, votò per la Costituzione politica della Grecia. L'Assemblea volle dare al Paese un governo stabile, modellato su idee democratiche e liberali, e per tale ragione enunciò per la prima volta il principio della sovranità popolare: "La sovranità è del popolo; ogni potere deriva dal popolo ed esiste per il popolo" . Questo principio democratico chiave è stato ripetuto in tutte le costituzioni greche dopo il 1864.

## Caratteristiche
La Costituzione era composta da 150 articoli. Stabiliva una rigida separazione dei poteri, attribuendo il potere esecutivo al Governatore e assegnando al corpo dei rappresentanti del popolo, denominato Vouli, il potere legislativo. Il governatore aveva solo un veto sospensivo sui disegni di legge e non aveva il diritto di sciogliere il Parlamento. Egli era «inviolabile», mentre i Segretari di Stato, ovvero i Ministri, si assumevano la responsabilità dei suoi atti pubblici (introducendo così nel testo della Costituzione del 1827 i primi elementi del cosiddetto «principio parlamentare»). La Costituzione era anche relativamente sviluppata per l'epoca nel suo approccio ai diritti umani.

## Definizione di grecità
Il paragrafo 6 forniva una definizione di chi doveva essere considerato un greco:
- Quei nativi della Grecia che credono in Cristo
- Quelli sotto il giogo ottomano che credono in Cristo e vengono in territorio greco per combatterlo o per viverci
- I nati in qualsiasi paese che hanno un padre greco
- Coloro, nativi o no, così come i loro figli, che erano cittadini di un altro stato prima della pubblicazione di questa costituzione e vengono in Grecia e fanno il giuramento greco
- Quegli stranieri che verranno e saranno naturalizzati come cittadini (criteri e procedura regolati nei paragrafi 30-35)

Come segno formale di naturalizzazione, la Costituzione includeva il cosiddetto Giuramento greco: "Giuro in nome dell'Altissimo e della patria di venire sempre in aiuto della libertà e del benessere della mia nazione, sacrificando per essa anche la mia vita, se dovesse sorgere il bisogno. Giuro inoltre di sottomettermi alle leggi della mia patria, di rispettare i diritti dei miei concittadini e di adempiere senza errore ai doveri di cittadino."